# Michail Mil

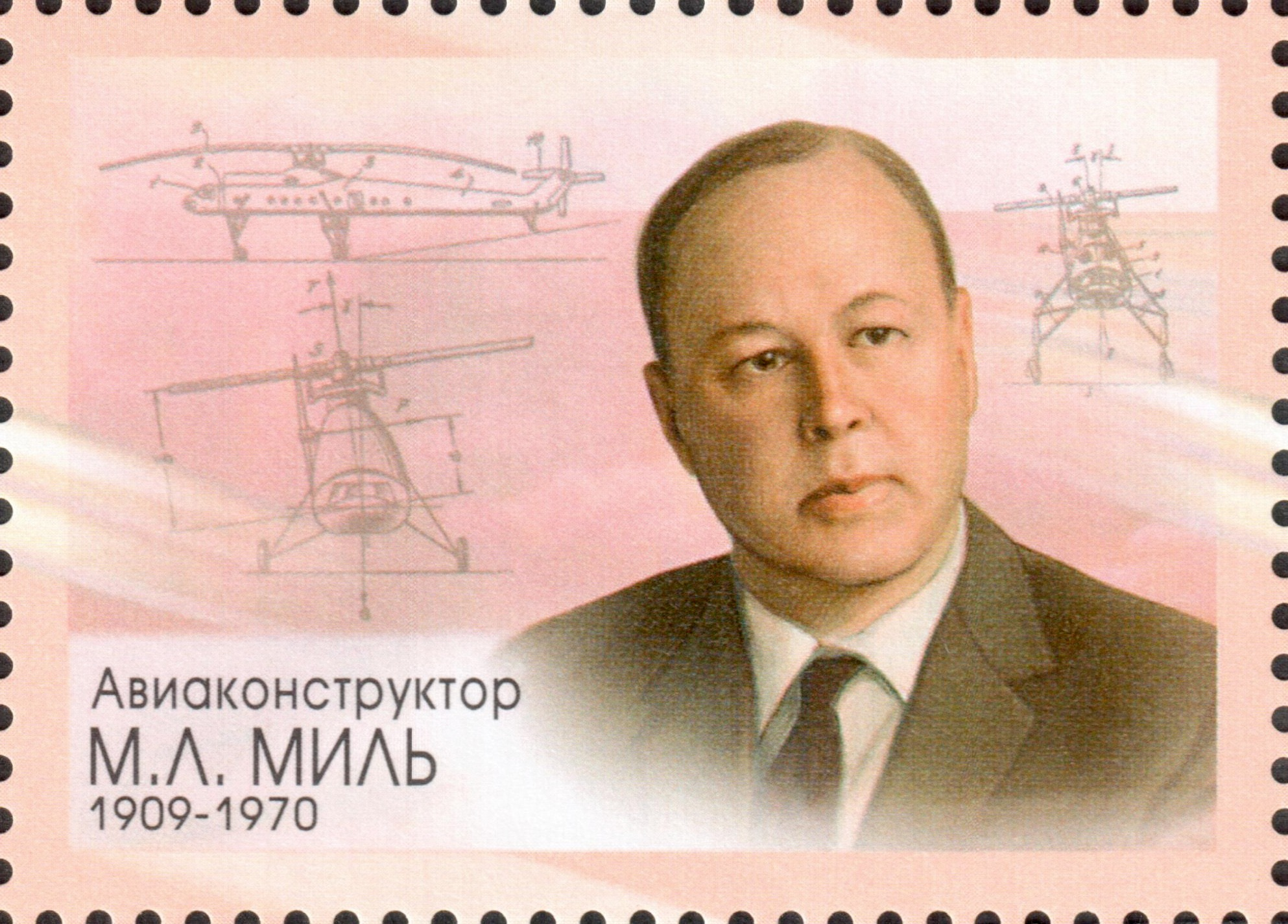
Michail Mil

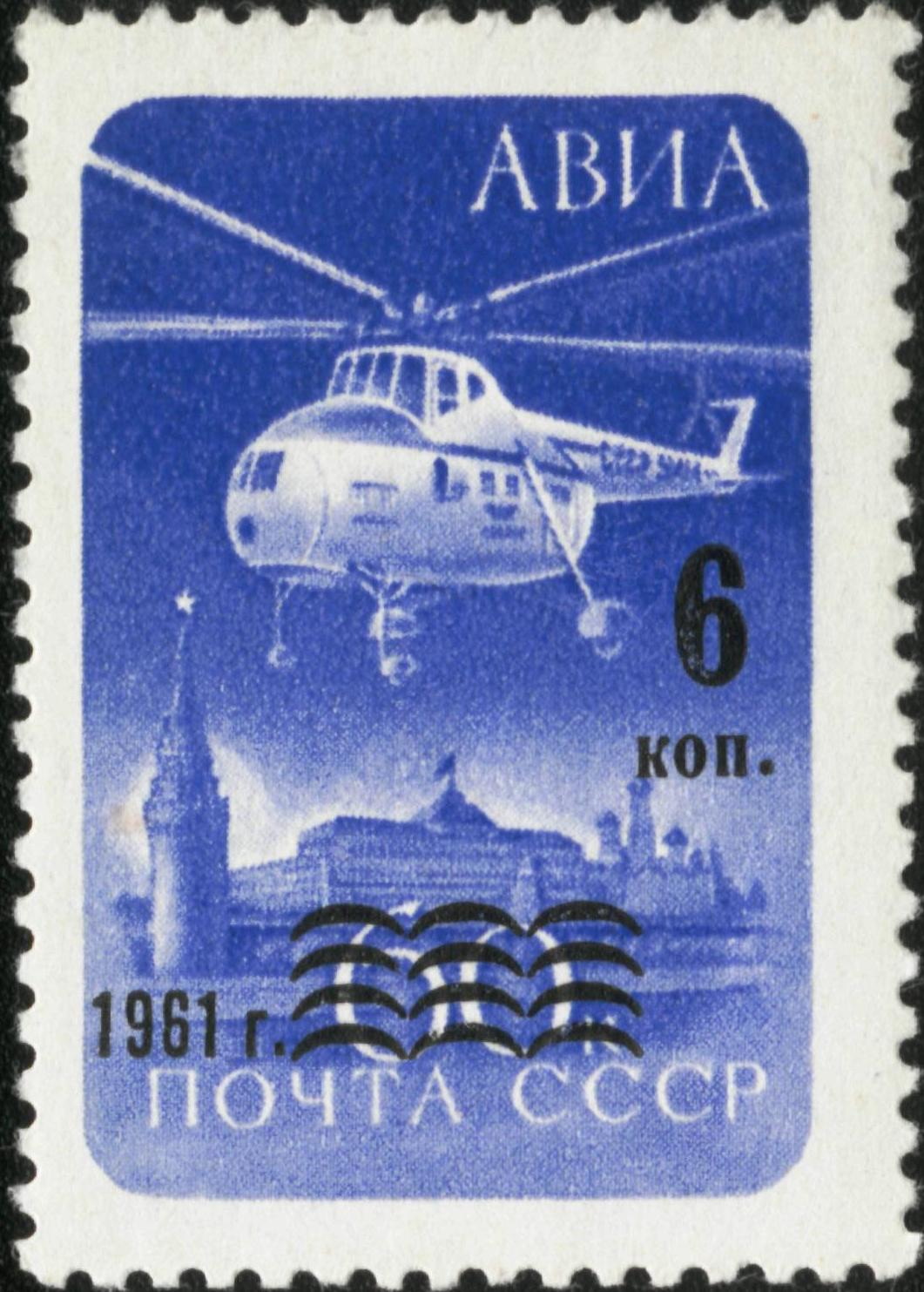
Russische postzegel uit 1961 met een Mil helikopter

Michail Leontjevitsj Mil (Russisch: Михаил Леонтьевич Миль) (Irkoetsk, 22 november 1909 - Moskou, 31 januari 1970) was de oprichter van de Mil Moskouse Helikopter Fabriek, waar de meeste bekende Russische helikoptermodellen vandaan komen. 

## Levensloop
Hij werd geboren in een Joods gezin uit de middenklasse. Zijn grootvader was een kantonist (leerling van een legerschool), een dienstplichtig soldaat uit Libava (tegenwoordig Liepāja) in Letland, die zich na 25 jaar militaire dienst in Siberië vestigde. Mils vader werkte bij de spoorwegen.
Op zijn twaalfde won Mil de eerste prijs in een wedstrijd voor modelzweefvliegtuigen. In 1926 ging hij studeren aan de Polytechnische Universiteit van Tomsk. Omdat daar geen opleiding voor luchtvaarttechniek was, ging hij in 1928 naar de afdeling Aerodynamica van de Polytechnische Universiteit van Novotsjerkassk. Hij trouwde in 1932 met een medestudente, P.G. Roedenko. Ze kregen vier dochters en een zoon. 
In 1931 begon hij zijn geslaagde carrière bij TsAGI (Центра́льный аэрогидродинами́ческий институ́т (ЦАГИ), Tsentralny Aerogidrodinamitsjeski Institoet, het "Centrale Aerohydrodynamische Instituut"). Hij vocht in de Grote Patriottische Oorlog in 1941 in de buurt van Jelnja, maar werd in 1943 teruggeroepen om door te gaan met onderzoek voor de militaire luchtvaart. Na zijn afstuderen werd hij in 1947 hoofd van het helikopterlab bij TsAGI, dat later de Moskouse Helikopter Fabriek werd.

## Prijzen
De ontwerpen van Mil hebben vele prijzen gewonnen en 69 wereldrecords gezet. De Mil Mi-4 won een gouden medaille op de Brussels International Exhibition in 1958. In 1971 won zijn Mil Mi-12 na zijn dood de Sikorsky Prize als de sterkste helikopter ter wereld. 